# 中区 (釜山广域市)
中區（：／ Jung gu */?），韓國釜山廣域市的區，位於釜山廣域市南部。

## 簡介
中區為位處釜山廣域市南部的自治區，為於1957年10月1日慶尚南道釜山市實行區制時，設置的首6個區之一。
中區為韓國面積最小的基礎自治團體，人口也是韓國所有自治區中最少。中區為釜山的舊市中心，有著背山臨海的地形，因而平地較少。因而，除寶水洞及大廳洞以外的住宅，皆為依山而建。同時，中區的建築多為於1960至1970年代建造，而且亦保留很多日佔時期的「敵產家屋」（日式房屋）。 

## 歷史
中區在三韓時期隸屬於弁韓，後來該國被新羅征服後，中區地域被編入居漆山郡（거칠산군）管治。隨著新羅設立大甑縣（대증현），從地理位置推測其隸屬於該縣。757年，居漆山郡更名為東萊郡，大甑縣更名為東平縣（동평현），與機張縣同時成為東萊郡下轄的縣。高麗時期，隨著1021年的地方制度改編，東萊郡降級成東萊縣，並被歸入蔚州郡管治，東平縣也因而改由梁州郡管轄，因此中區地域也隸屬於梁州郡。然則，並沒有任何史料記載朝鮮時代之前中區地域的居民活動。
朝鮮太宗時期，開始在釜山浦（現釜山鎮市場一帶）等多個地區設立了倭館，中區地域在1607年在豆毛浦（두모포）設置倭館。1678年，草梁地區亦設置倭館（現龍頭山一帶），其後倭館逐漸發展成為韓日交流的中心。在日治時期的1910年左右，中區地域由隸屬東萊府變更為釜山府，並變成了日本人的前任官員居留地及日本租界地。中區亦因而在該時期進行大規模擴張和成為釜山的中心，並在設立近代港口後發揮貿易港口的作用。
韓國獨立後，1951年設立釜山市中部出差所（중부출장소）。1957年，改編為中區。 韓國獨立初期，因出現海外僑胞歸國潮，以及在韓戰時期釜山一度成為南方政府臨時首都，難民紛紛湧入以中區為核心的地域，因而中區一帶人口劇增。居住地區亦擴大至山麓，瀛州洞一帶亦出現貧民窟。但隨著釜山經濟發展，新式建築開始取代舊有的建物。然則，隨著釜山向西擴張，釜山的中心開始轉移，以市政府為中心的公共機關和司法機關轉移到蓮堤區，因而中區開始喪失作為行政中心的功能。
儘管行政機關已經遷出，但中區依然擁有100多個金融機關和7000多個辦公室，是行政、商業的中心業務功能地區。目前，中區為進出口貨輪和國內外客輪進出港的釜山港中心，也是海上運輸網的前沿基地。

## 行政區劃

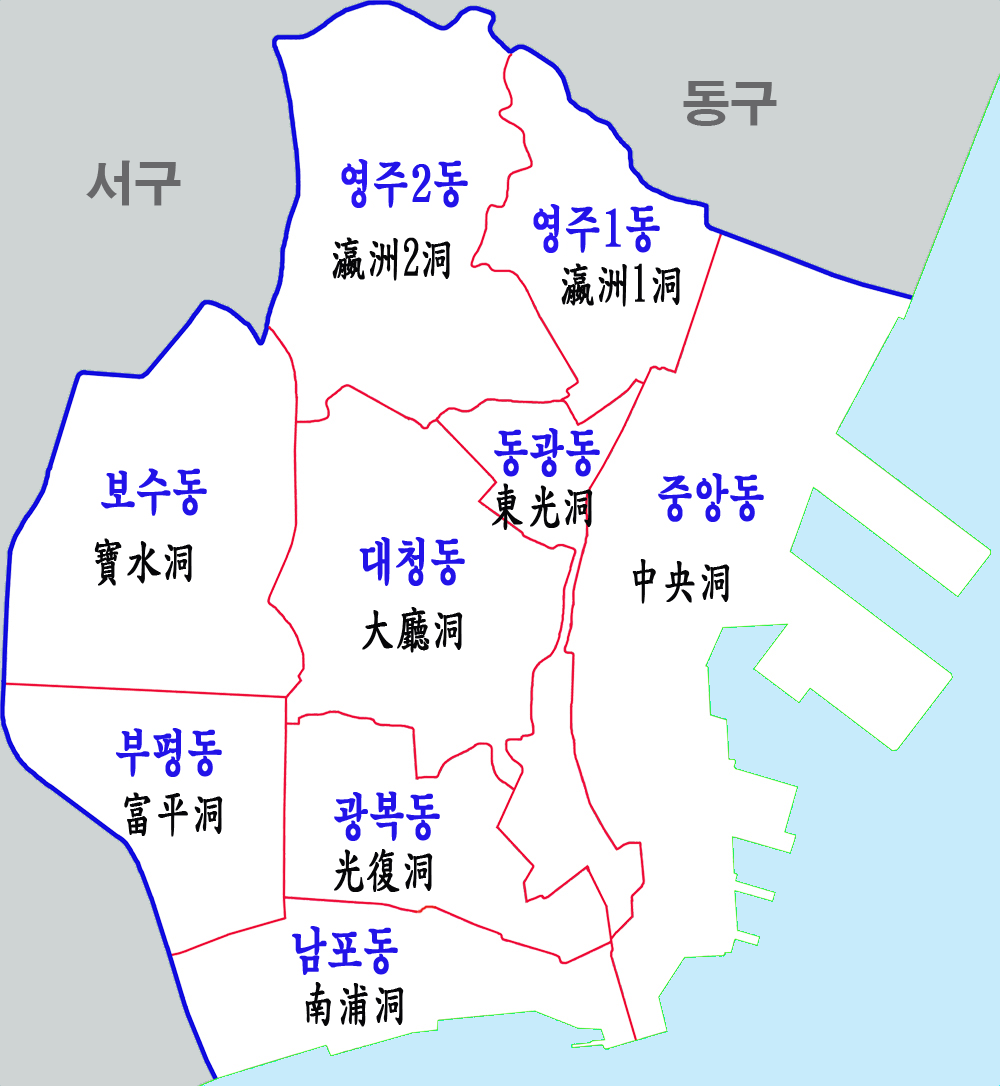
行政區劃圖

中區目前下轄8個法定洞，細分為9個行政洞。
- 瀛州洞（1-2洞）
- 富平洞
- 中央洞
- 光復洞
- 南浦洞
- 寶水洞
- 東光洞
- 大廳洞

## 政治
釜山中區由於為老齡人口佔比高的社區，因而保守派政黨佔據優勢。在崔順實干政醜聞前，保守派政黨幾乎以65%比35%的比例佔據優勢，與鄰近西區和東區的票數相近。在2017年後，隨著保守派陷入劣勢後，兩派政黨差距收窄，在第19屆總統選舉中，共同民主黨候選人文在寅以3%的差距在此區落後於保守派候選人洪準杓，翌年的釜山市長、中區廳長和中區議會選舉中，也由共同民主黨候選人佔多數當選。2020年第21屆國會選舉中，保守派候選人皇甫承希成功在中區當選。

### 國會議員
中區目前與影島區共同設立一個國會議員選區，選出一名國會議員代表，現任國會議員為保守派政黨國民力量的皇甫承希（황보승희）。
皇甫承希於2020年國會選舉中，以51.86%的得票率勝出。

### 市議會
中區目前於釜山廣域市議會一共47席中佔有1席，現任議員（2018年－2022年）由共同民主黨籍的議員代表。

### 區議會
中區議會（중구의회）為中區的立法機關，由7名議員組成。現任議員（2018年－2022年）包括5名共同民主黨議員及2名國民力量議員。

## 文化教育
2015年，區內設有5所小學、1所初中及4所高中。
大廳洞有駐韓釜山美國領事館，於1984年設立，起著連繫兩國經濟和文化交流的作用。同時，大廳洞的古蹟「前東洋拓殖公司釜山支部大樓」（구동양척식주식회사 부산지점）曾為美國文化院的設置地，於2001年改為釜山近代歷史館，講述日本殖民統治和美軍政廳等外部勢力佔據的近現代韓國歷史。

## 產業
1909年至1912年間，中區的小山丘營繕山（영선산）在日本承包商的工程下被鑿平，自此中區的平地與東區及釜山鎮區相連。京釜線鐵路亦因而與釜山港連接，實現日本對韓國及中國的物資和人口移動。中央洞、大倉洞、南浦洞一帶亦進行填海，建成了中心商業區。
中區的第一碼頭和第二碼頭為韓國最早建設的現代化港口碼頭，於1913年及1927年竣工。第一碼頭最初營運來往釜山和下關的客船服務，目前則經營散裝貨物進口業務，而第二碼頭則是商品專用裝卸碼頭。1945年後，因國際海上旅客需求增加，國際渡輪碼頭於1975年建成。
1945年韓國獨立後，因戰時管制物資一下子湧入市場，令中區的國際市場一度成為全韓國最大規模的批發市場。後來，隨著釜山的商業圈向西面移動，中區的商業圈開始失去昔日的繁華，但是仍然作為釜山市場的象徵存在。目前，南浦洞為服務業密集的中心，聚集了商業設施，包括樂天1號街地下商街和可隆地下商街等。另外，大廳洞亦集中著印刷業商店。

## 景點
釜山文化和觀光名勝的大部分都聚集於中區，特別以原市中心商圈的南浦洞及光復洞為中心。
- 釜山塔：釜山地標，高120米，設有觀景臺，能俯瞰釜山夜景，因而備受市民與觀光客歡迎。[10]
- BIFF廣場：於1960年代逐漸聚集的電影院集中地，1996年開始舉辦釜山國際電影節後，將劇場街一帶正式命名為BIFF廣場，設有「星光大道」與「電影節大道」。[11]
- 札嘎其市場：漁業集貨中心，售賣水產和設有海鮮餐廳，與附近的新東亞水產市場及乾魚貨市場一同被列為釜山地區最大規模的市場。[12]
- 寶水洞舊書街：韓國最大規模的二手書籍書店聚集地，亦是同類型二手書店區相繼沒落後，唯一現存的二手書店區。[13][14]
- 富平市場（罐頭市場）：韓戰後隨著美軍進駐，各式各樣的商品開始走私流入市面，在富平市場出售。當中，以水果、魚類等各類罐頭為主，故被稱為罐頭市場。目前，為售賣小商品和外國製電子商品的市場。同時設有夜市，售賣本地食品，以及東南亞與日本食品。[15]
- 龍頭山公園：龍頭山為釜山市區內的丘陵，亦是釜山3大名山之一，建有斥和碑、忠魂塔、419起義紀念塔、李忠武公銅像，以及釜山塔等，能俯瞰釜山港與影島的夜景。[16]
- 釜山民主公園：紀念釜山市民在四·一九運動、釜馬民主抗爭和六月民主運動作出貢獻的公園，設有民主抗爭紀念館，花卉公園、民主火炬雕塑等。[17]
- 釜山電影體驗博物館：分為多個主題體驗館，講述韓國電影產業的歷史和發展過程，並設有多個互動式展館。[18]

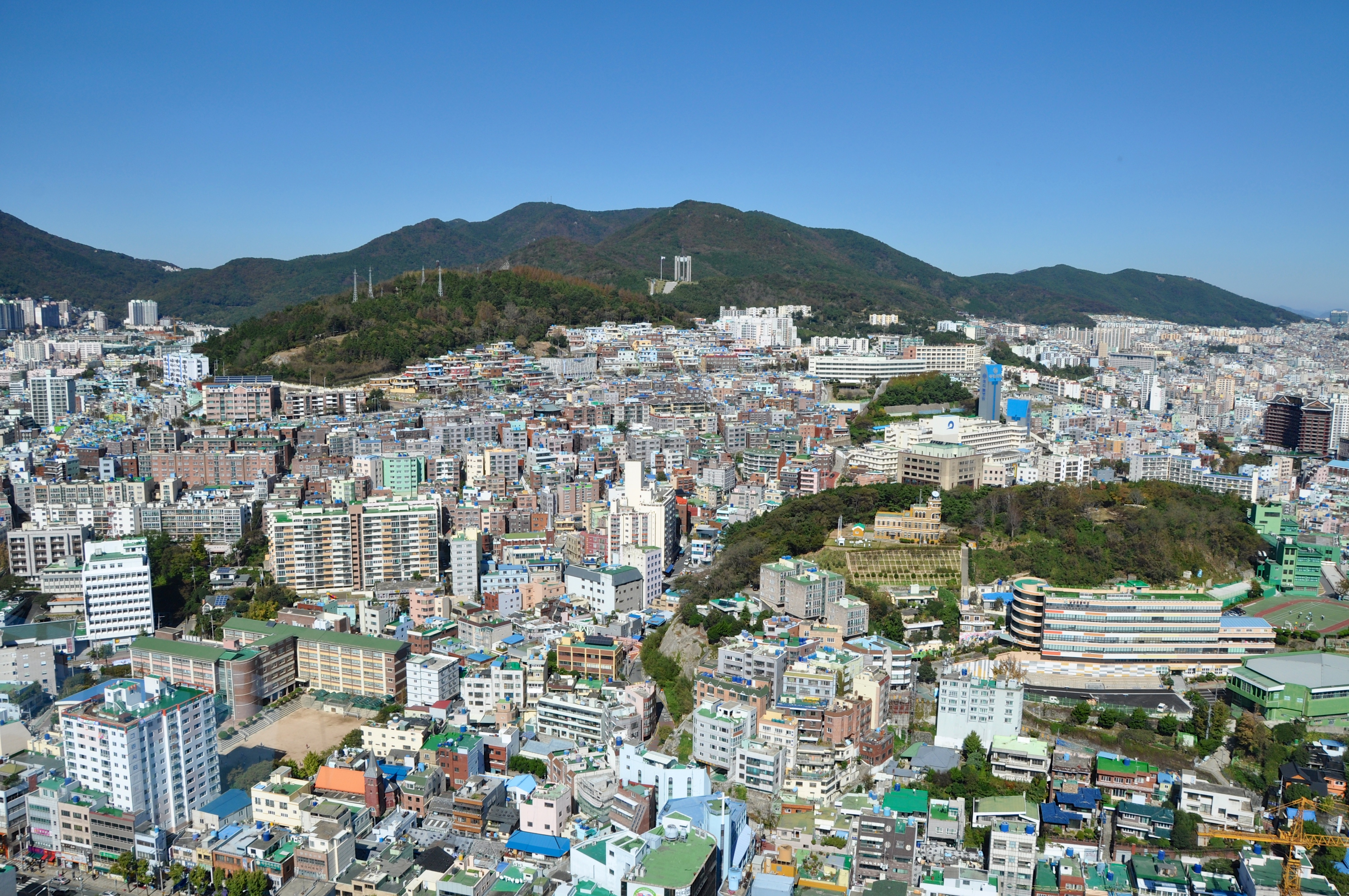
大廳洞依山而建的舊住宅區
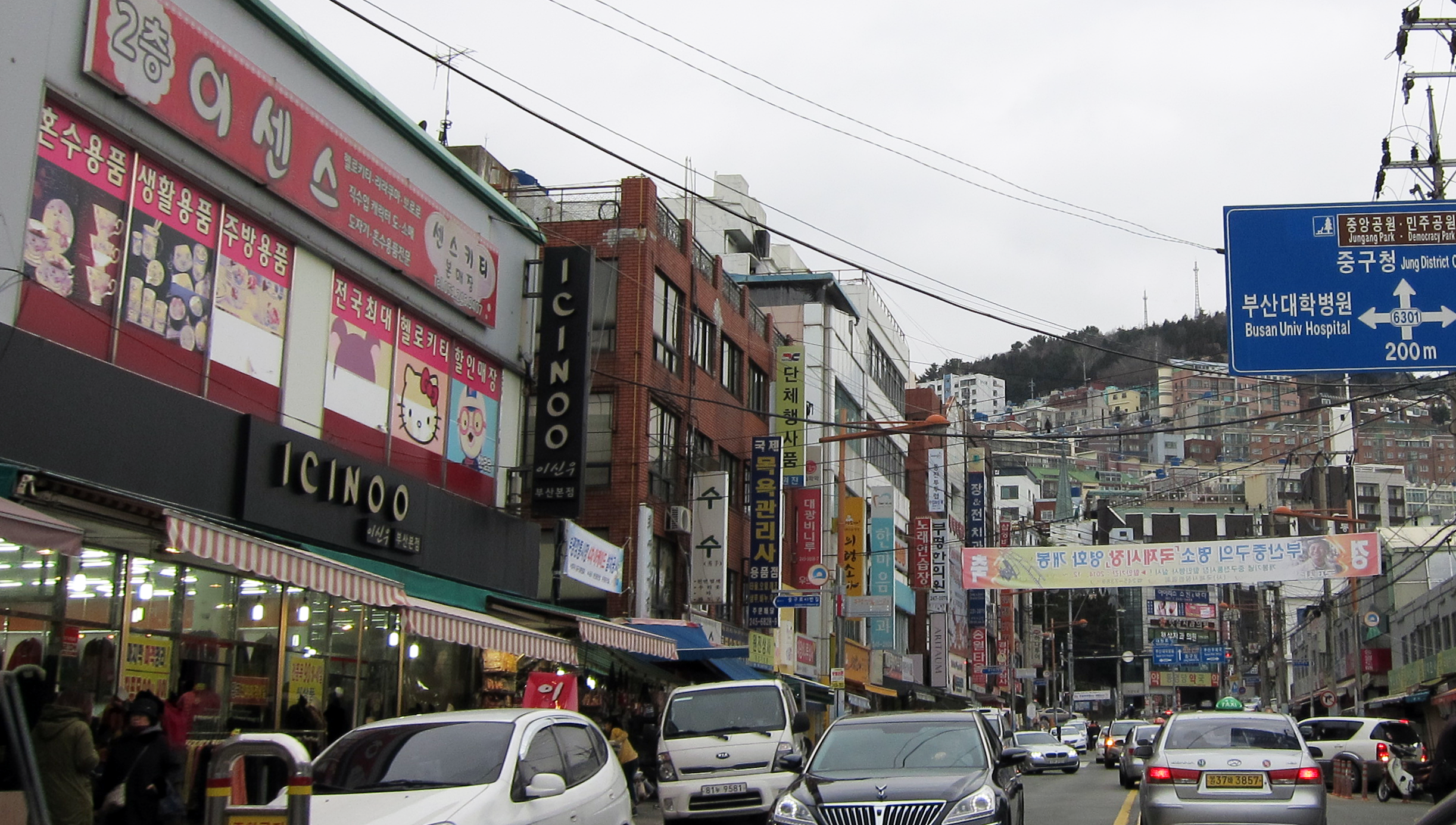
中區街景
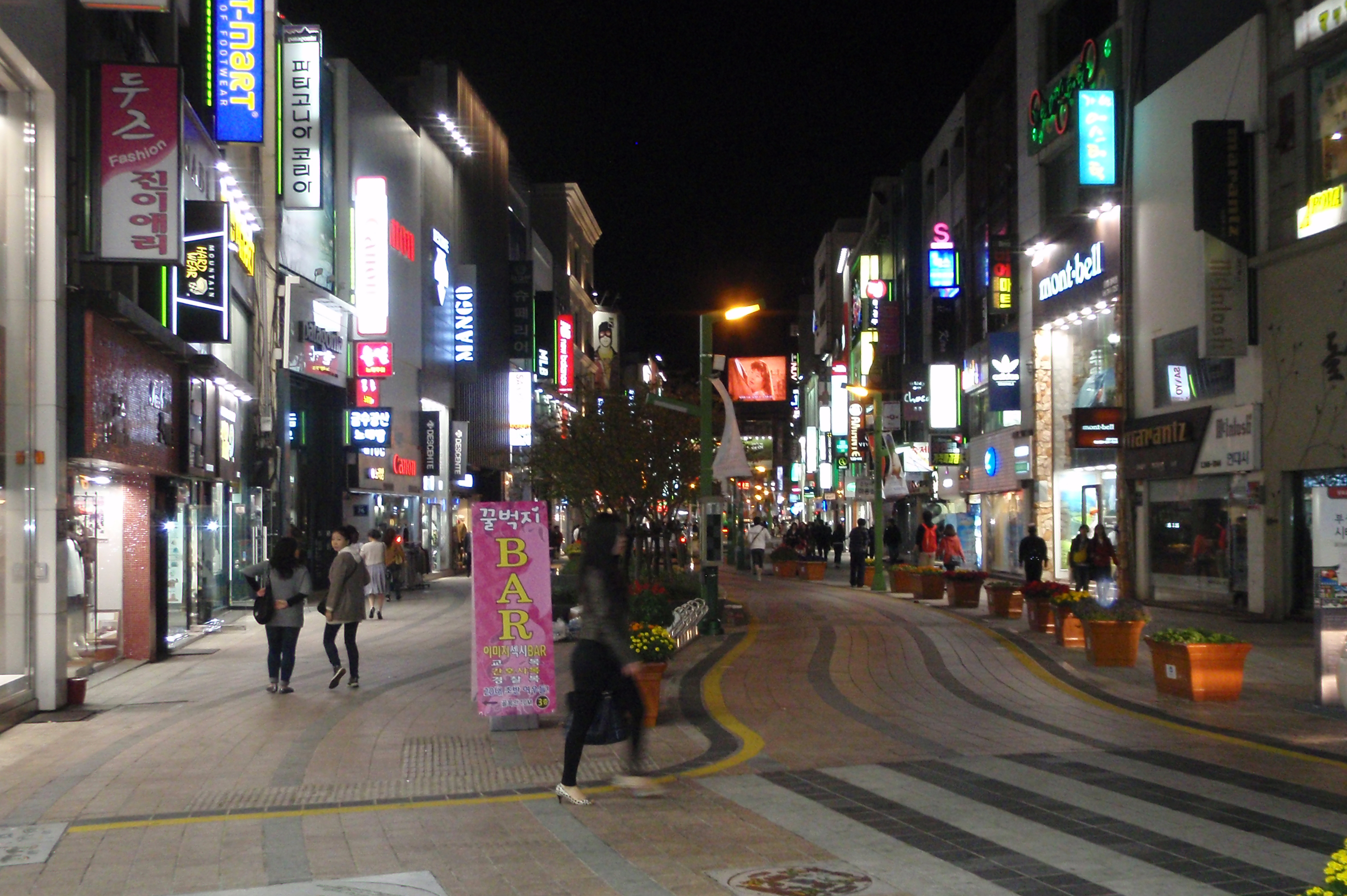
光復洞商業街
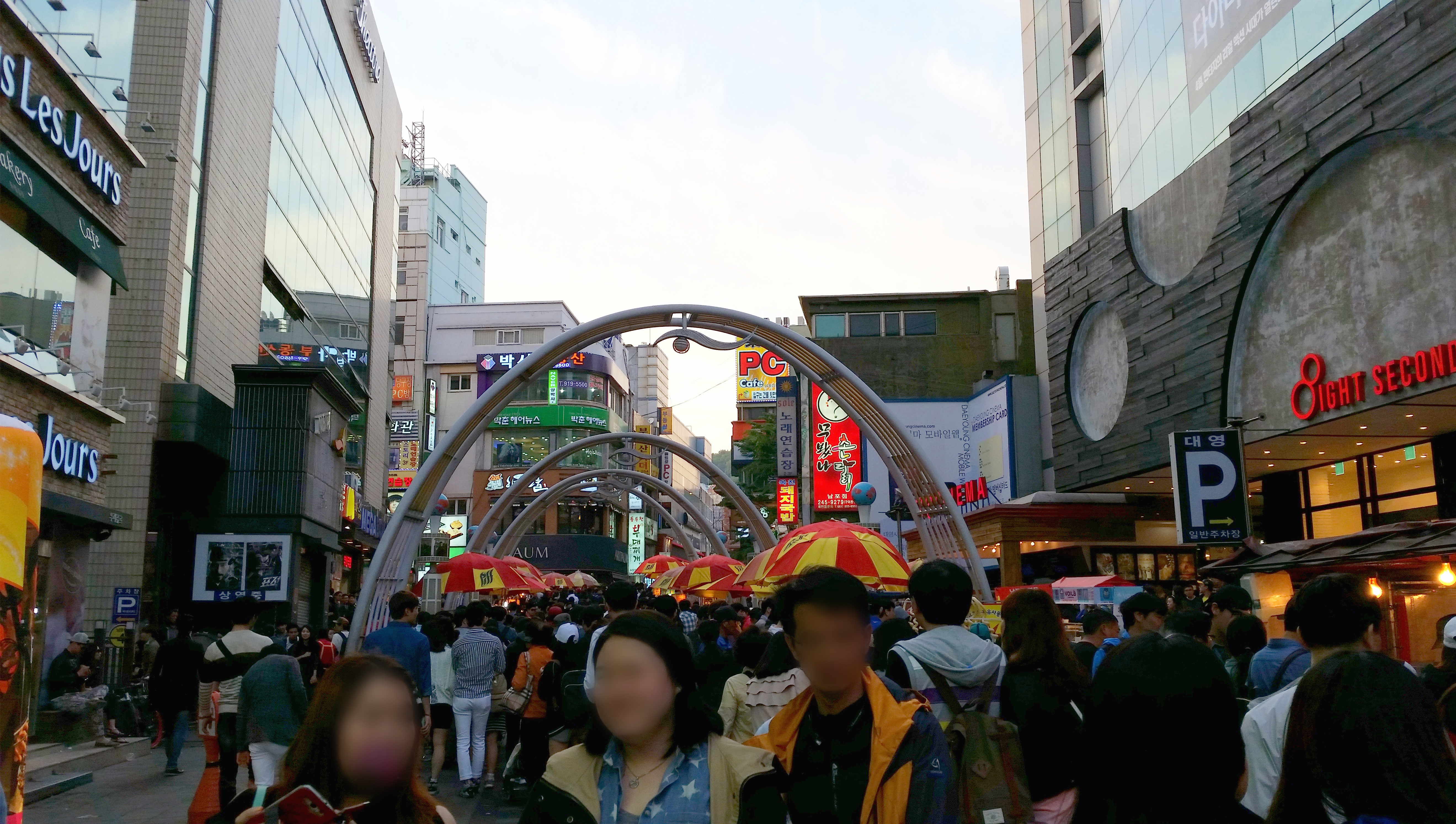
BIFF廣場
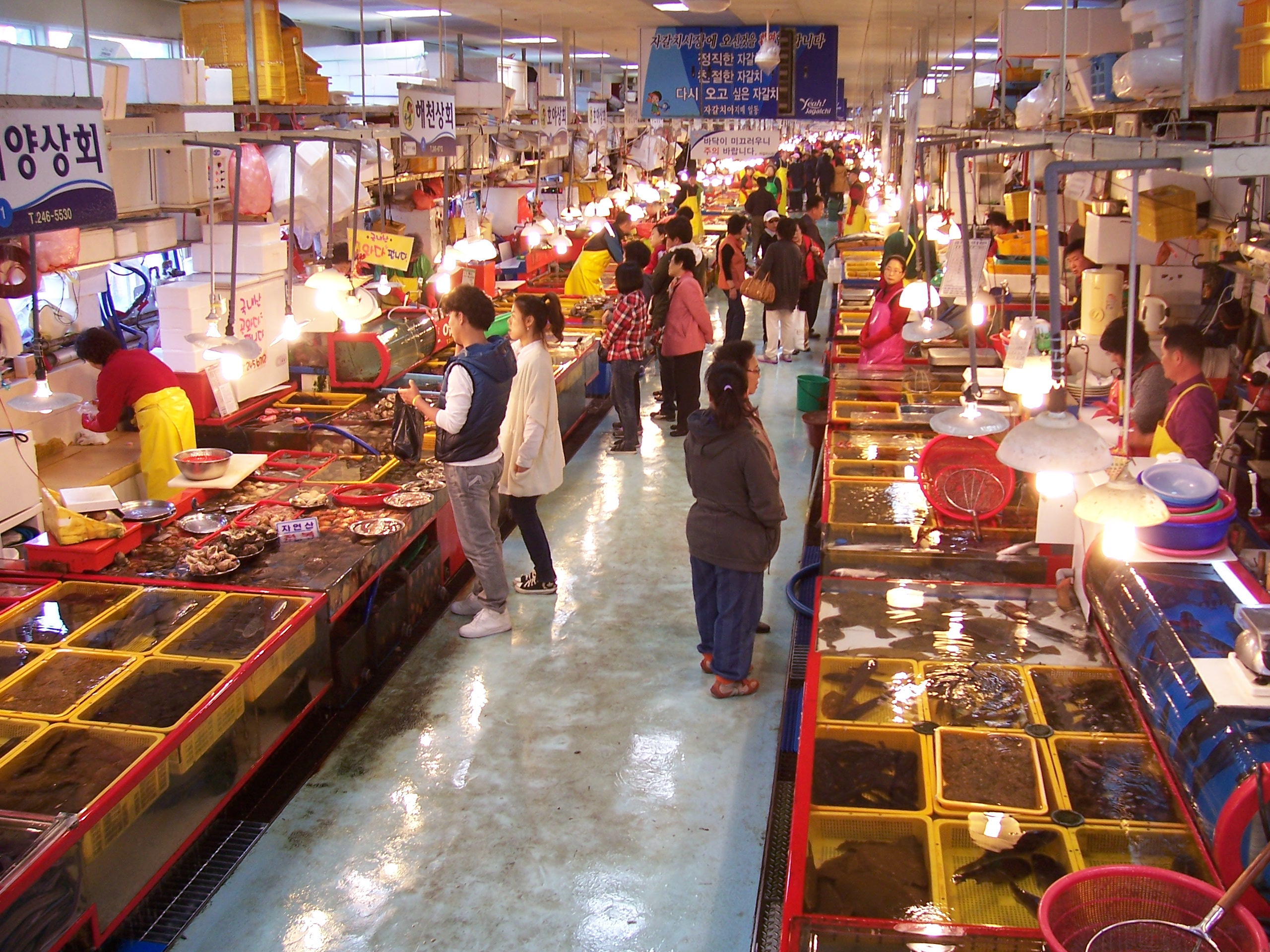
札嘎其市場
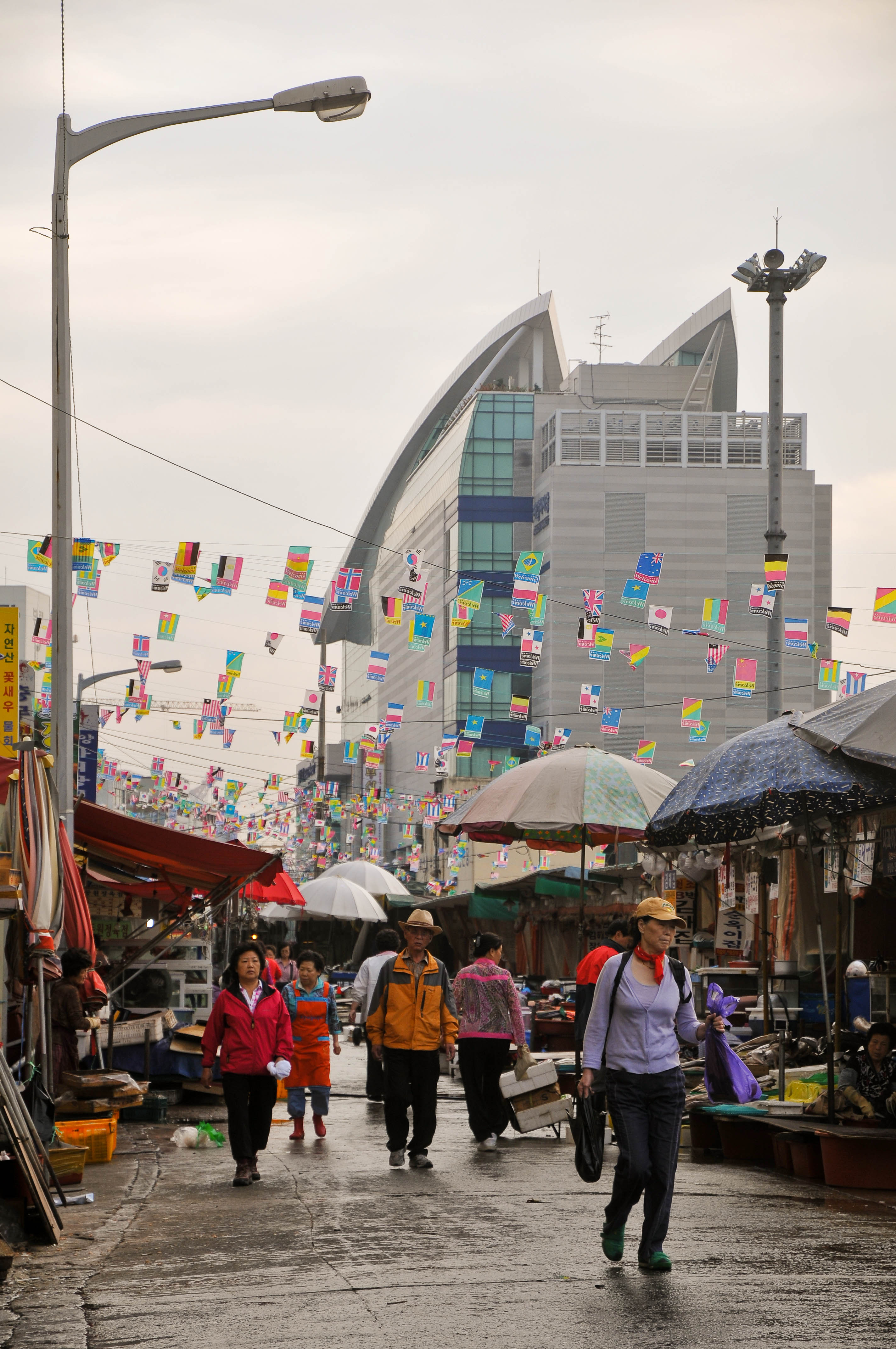
札嘎其市場
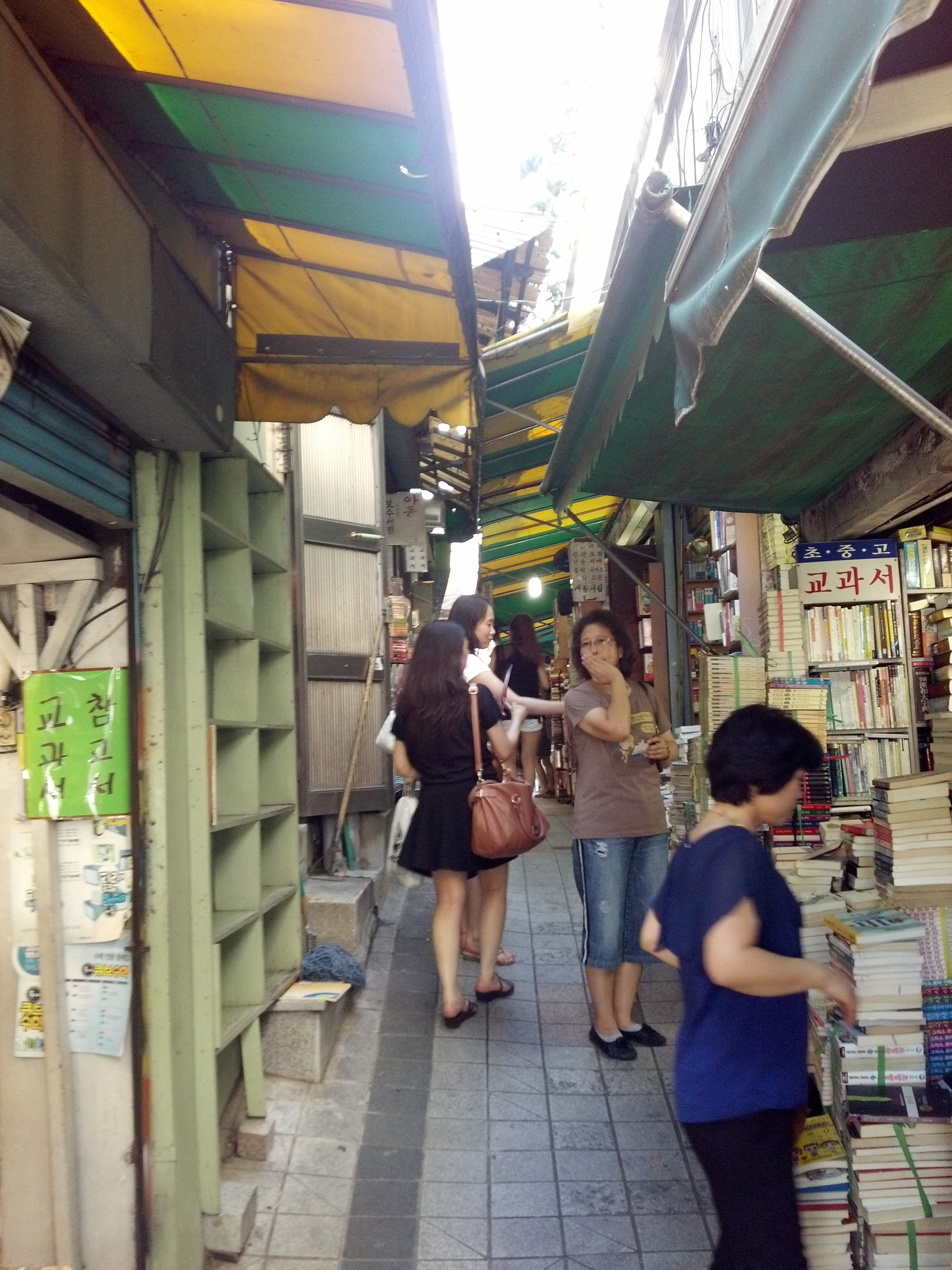
寶水洞舊書街

## 外部連結
- 中區政府官方網站 （页面存档备份，存于）